# Marathon aux Jeux olympiques d'été de 1976
Navigation
Munich 1972 Moscou 1980
L'épreuve du marathon masculin Jeux olympiques de 1976 s'est déroulée le 31 juillet 1976 au Stade olympique de Montréal, au Canada.  Elle est remportée par l'Est-allemand Waldemar Cierpinski.

## Résultats

### Finale
| Rang               | Athlète                  | Pays                      | Temps           |
| ------------------ | ------------------------ | ------------------------- | --------------- |
| Médaille d'or      | Waldemar Cierpinski      | Allemagne de l'Est        | 2 h 09 min 55 s |
| Médaille d'argent  | Frank Shorter            | États-Unis                | 2 h 10 min 45 s |
| Médaille de bronze | Karel Lismont            | Belgique                  | 2 h 11 min 12 s |
| 4                  | Don Kardong              | États-Unis                | 2 h 11 min 15 s |
| 5                  | Lasse Virén              | Finlande                  | 2 h 13 min 10 s |
| 6                  | Jerome Drayton           | Canada                    | 2 h 13 min 30 s |
| 7                  | Leonid Moseyev           | Union soviétique          | 2 h 13 min 33 s |
| 8                  | Franco Fava              | Italie                    | 2 h 14 min 24 s |
| 9                  | Alexander Gotsky         | Union soviétique          | 2 h 15 min 34 s |
| 10                 | Henri Schoofs            | Belgique                  | 2 h 15 min 52 s |
| 11                 | Shivnath Singh           | Inde                      | 2 h 16 min 22 s |
| 12                 | Sop Choe-Chang           | Corée du Nord             | 2 h 16 min 33 s |
| 13                 | Massimo Magnani          | Italie                    | 2 h 16 min 56 s |
| 14                 | Göran Bengtsson          | Suède                     | 2 h 17 min 39 s |
| 15                 | Kazimier Orzel           | Pologne                   | 2 h 17 min 43 s |
| 16                 | Hakan Spik               | Finlande                  | 2 h 17 min 50 s |
| 17                 | Jack Foster              | Nouvelle-Zélande          | 2 h 17 min 53 s |
| 18                 | Mario Cuevas             | Mexique                   | 2 h 18 min 08 s |
| 19                 | Rodolfo Gómez            | Mexique                   | 2 h 18 min 21 s |
| 20                 | Shigeru So               | Japon                     | 2 h 18 min 26 s |
| 21                 | Noriyasu Mizukami        | Japon                     | 2 h 18 min 44 s |
| 22                 | Anacleto Pinto           | Portugal                  | 2 h 18 min 53 s |
| 23                 | José de Jesus (en)       | Porto Rico                | 2 h 19 min 34 s |
| 24                 | Yuri Velikorodny         | Union soviétique          | 2 h 19 min 45 s |
| 25                 | Jos Hermens              | Pays-Bas                  | 2 h 19 min 48 s |
| 26                 | Jeffrey Norman           | Royaume-Uni               | 2 h 20 min 04 s |
| 27                 | Jukka Toivola            | Finlande                  | 2 h 20 min 46 s |
| 28                 | Jørgen Jensen            | Danemark                  | 2 h 20 min 44 s |
| 29                 | Michail Kousis           | Grèce                     | 2 h 21 min 42 s |
| 30                 | Tom Howard               | Canada                    | 2 h 22 min 08 s |
| 31                 | Keith Angus              | Royaume-Uni               | 2 h 22 min 18 s |
| 32                 | Akio Usami               | Japon                     | 2 h 22 min 29 s |
| 33                 | Rigoberto Mendoza        | Cuba                      | 2 h 22 min 43 s |
| 34                 | Fernand Kolbeck          | France                    | 2 h 22 min 56 s |
| 35                 | Christopher Wardlaw      | Australie                 | 2 h 23 min 56 s |
| 36                 | Wayne Yetman             | Canada                    | 2 h 24 min 17 s |
| 37                 | Hüseyin Aktas            | Turquie                   | 2 h 24 min 30 s |
| 38                 | Veli Balli               | Turquie                   | 2 h 24 min 47 s |
| 39                 | James McNamara           | Irlande                   | 2 h 24 min 57 s |
| 40                 | Bill Rodgers             | États-Unis                | 2 h 25 min 14 s |
| 41                 | Hipolito Lopez           | Honduras                  | 2 h 26 min 00 s |
| 42                 | Danny McDaid             | Irlande                   | 2 h 27 min 07 s |
| 43                 | Cardozo Eusebio Asuncion | Paraguay                  | 2 h 27 min 22 s |
| 44                 | Kim Chang-Son            | Corée du Nord             | 2 h 27 min 38 s |
| 45                 | Barry Watson             | Royaume-Uni               | 2 h 28 min 32 s |
| 46                 | Agustin Fernández-Diaz   | Espagne                   | 2 h 28 min 37 s |
| 47                 | Jerzy Gros               | Pologne                   | 2 h 28 min 45 s |
| 48                 | Jairo Cubillos           | Colombie                  | 2 h 29 min 04 s |
| 49                 | Luis Raudales            | Honduras                  | 2 h 29 min 25 s |
| 50                 | Baikuntha Manandhar      | Népal                     | 2 h 30 min 07 s |
| 51                 | Antônio Banos            | Espagne                   | 2 h 31 min 01 s |
| 52                 | Goh Chun-Son             | Corée du Nord             | 2 h 31 min 54 s |
| 53                 | Victor Serrano           | Porto Rico                | 2 h 34 min 59 s |
| 54                 | Günter Mielke            | Allemagne de l'Ouest      | 2 h 35 min 44 s |
| 55                 | Neil Cusack              | Irlande                   | 2 h 35 min 47 s |
| 56                 | Tau John Tokwepota       | Papouasie-Nouvelle-Guinée | 2 h 38 min 04 s |
| 57                 | Victor Idava             | Philippines               | 2 h 38 min 23 s |
| 58                 | Raymond Swan             | Bermudes                  | 2 h 39 min 18 s |
| 59                 | John Kokinai             | Papouasie-Nouvelle-Guinée | 2 h 41 min 49 s |
| 60                 | Lucio Gauchalla          | Bolivie                   | 2 h 45 min 31 s |
| -                  | Dave Chettle             | Australie                 | DNF             |
| -                  | Ross Haywood             | Australie                 | DNF             |
| -                  | Rafael Mora              | Colombie                  | DNF             |
| -                  | Santiago Manguan         | Espagne                   | DNF             |
| -                  | Thanaude Dezart          | Haïti                     | DNF             |
| -                  | Giuseppe Cindolo         | Italie                    | DNF             |
| -                  | Kevin Ryan               | Nouvelle-Zélande          | DNF             |

## Légende
Records et Performances
- AR : Record continental (area record)
- CR : Record des championnats (championship record)
- MR : Record du meeting (meet record)
- NR : Record national (national record)
- OR : Record olympique (olympic record)
- PR : Record paralympique (paralympic record)
- PB : Record personnel (personal best)
- SB : Meilleure performance personnelle de la saison (season's best)
- WL : Meilleure performance mondiale de l'année (world leader)
- WJR : Record du monde junior (world junior record)
- WR : Record du monde (world record)

Circonstances et Conditions
- DNF : N'a pas terminé (did not finish)
- DNS : N'a pas pris le départ (did not start)
- DQ : Disqualification (disqualification)
- NM : Aucun essai valable enregistré (No Mark)
- Q : Qualifié « directement » au prochain tour (ou à la prochaine compétition), lors d'une compétition majeure, grâce au classement ou à la réalisation des minima (automatic qualifier)
- q : Qualifié au prochain tour (ou à la prochaine compétition), lors d'une compétition majeure, grâce au repêchage ou à la réalisation de l'une des meilleures performances parmi celles des « non qualifiés directement » (grâce au meilleur temps ou à la meilleure distance par exemple) (secondary qualifier)